# Лондонский протокол (1830)
Лондонский протокол — международный договор, который подписали в Лондоне 3 февраля 1830 года три «великие державы» Европы — Российская империя, Великобритания и Франция. Протокол признавал независимость Греции от Османской империи по итогам русско-турецкой войны 1828—1829 годов; стороны согласились, что монархом Греческого государства станет бельгийский принц Леопольд Саксен-Кобург-Готский, который в мае того же года официально уведомил о своём отказе принять греческий престол. 

## Итог переговоров
Политические круги Англии опасались сближения независимой православной Греции с также православной Российской империей и их дальнейшего союзничества с целью совместной борьбы за Константинополь и Черноморские проливы в ущерб британским интересам. Поэтому по настоянию британских дипломатов границы Греции были урезаны до минимума по сравнению с освобождённой повстанцами территорией. Северная граница страны прошла по линии Волос-Арта. Большинство крупных Эгейских островов с преимущественно греческим населением (Крит, Родос, Лесбос и проч.), кроме острова Эвбея, остались в составе Турции. В результате независимое Королевство Греция насчитывало всего около 800 тысяч жителей, из которых не менее четверти составляли албанцы-арнауты и цыгане. Не менее 3 млн этнических греков остались за пределами страны, что породило проблему энозиса и стало причиной нестабильности на Балканах на многие десятилетия. Также по настоянию Великобритании Греция была объявлена независимой конституционной монархией. Назначение греческим монархом члена католической германской семьи Оттона I также имело целью вывести Грецию от российской сферы влияния. Тем не менее Греция обрела долгожданный суверенитет, что положило начало «параду независимости» на Балканах.